# Zamba (orkester)
Zamba (även Zamba-orkesteri) var en finländsk jazzorkester från Helsingfors. Zamba var verksam under 1920- och 1930-talen, innan delar av orkestern upplöstes och bildade musikgrupperna Ramblers och Hot Five.
Zamba uppträdde med jazzmusik på restaurang Brunnshuset i Helsingfors under slutet av 1920-talet. Några av orkesterns medlemmar var pianisten Robert von Essen, trumpetaren Alvar Kosunen, trumpetaren och trombonisten Klaus Salmi, Matti Rajula, klarinettisten Tommy Tuomikoski och dirigenten Sven Lundevall. Salmi var aktiv i Zamba åren 1930-31 innan denne grundade Ramblers, dit också Kosunen sedermera övergick. 1932 gjorde Zamba sju skivinspelningar med sångaren och musikern Georg Malmstén.